# 本迪縣

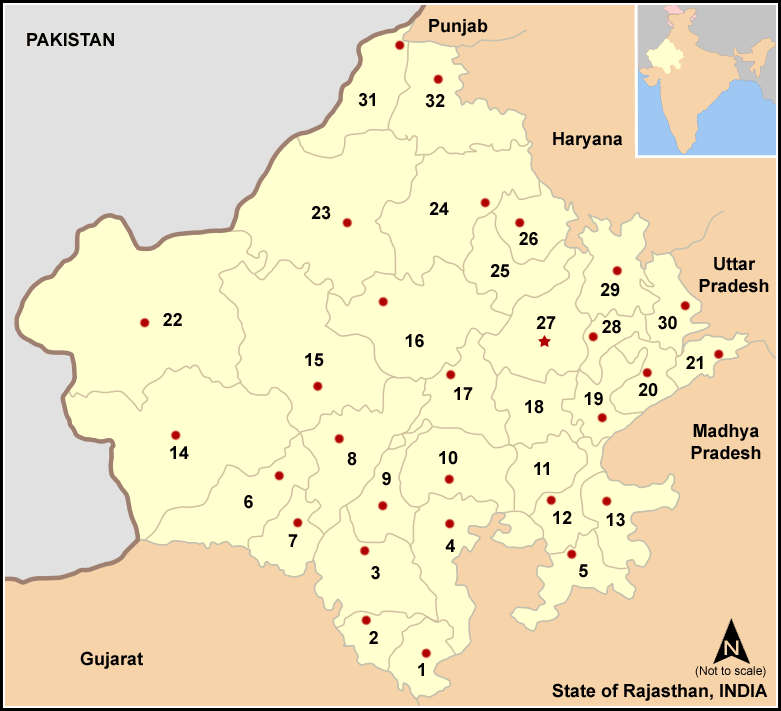

本迪县（英語：Bundi district）是印度的一個縣，位於該國西北部，由拉賈斯坦邦負責管轄，面積5,550平方公里，識字率為62.31%，2011年人口1,113,725，人口密度每平方公里201人。

## 外部連結
- 官方网站

25°26′30″N 75°38′30″E / 25.4417°N 75.6417°E